# (152217) 2005 RR22
(152217) 2005 RR22 è un asteroide della fascia principale. Scoperto nel 2005, presenta un'orbita caratterizzata da un semiasse maggiore pari a 2,3652779 au e da un'eccentricità di 0,1695285, inclinata di 5,64374° rispetto all'eclittica.
Nel 2007 l'asteroide era stato inizialmente battezzato 152217 Akosipov, in onore dell'astronomo ucraino Alexandr Kuzmič Osipov,a cui è dedicato anche 14335 Alexosipov, ma la denominazione è stata successivamente abrogata nel 2024.